# 多哇镇
多哇镇，是中华人民共和国青海省黄南藏族自治州同仁市下辖的一个乡镇级行政单位。
2014年，青海省人民政府批复同意撤销多哇乡，设立多哇镇。

## 行政区划
多哇镇下辖以下地区：
直跃村、尖德村、交隆务村、卡什加村、其日那村和东维村。